# Гемантус

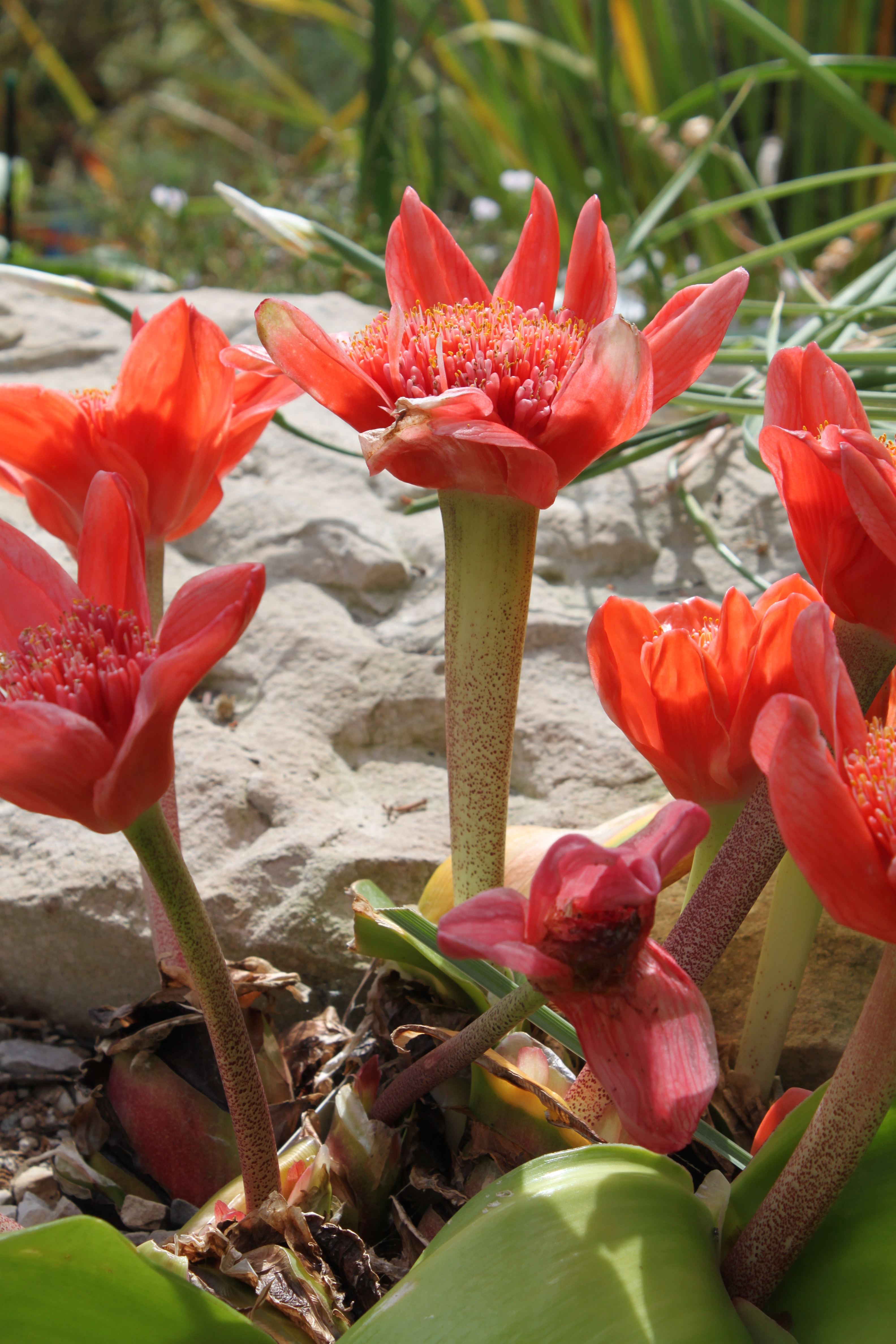

Гемантус (Haemanthus) — рід однодольних квіткових рослин, включений в підродину Амарилісові (Amaryllidoideae) родини Амарилісові (Amaryllidaceae). Деякі види є кімнатними і оранжерейними рослинами.
Наукова назва роду, Haemanthus, було перейнято Карлом Ліннеєм в 1753 році у Ж. Піттон де Турнефора. Воно утворено від грец. αίμα - «кров» і άνθος - «квітка», що відноситься до червоного забарвлення квіток типового вигляду роду.